# Língua A-Hmao
A língua A-Hmao, também chamada Large Flowery Miao (大花苗) ou Miao de Yunnan Nordeste (Diandongbei, (苗语滇东北方言), é uma língua Hmongic language falada na China. Para essa língua foi criada a escrita Pollard, que apresenta muito tone sandhi. Existe um alto grau de alfabetização em Pollard entre a geração mais velha.
A linguagem escrita padrão, tanto em Pollard quanto em script latino, é a da vila Shíménkǎn (石门坎) do condado Weining.

## Classificação
A língua A-Hmao é um ramo das línguas Hmongic Ocidentais, também chamado Chuanqiandian Miao (川黔滇方言: Sichuan–Guizhou–Yunnan Miao) e Miao Ocidental é o ramo maior das línguas Hmongic da China e do Sudeste Asiático.

### Línguas Miao Ocidentais
Wang Fushi (1985) agrupou as línguas Miao Ocidentais em oito divisões principais.
1. Língua Hmong(Chuanqiandian Miao)
2. Miao Yunnan Nordeste (A-Hmao)
3. Guiyang Miao
4. Huishui Miao
5. Mashan Miao
6. Luobohe Miao
7. Língua Gejia (Chong'anjiang Miao)
8. Pingtang Miao

## História
O Miao foi descendente da tribo "Jiuli" no período de Yan Di e Huang Di, "Sanmiao" no período de Yao e Shun. "Jiuli" é uma tribo, que viveu nos confins do rio Amarelo e do meio, mais de cinco mil anos atrás. Então, a tribo "Jiuli" foi derrotada na Batalha de Zhuolu pela coalizão militar de Huang Di e Yan Di. Chiyou, o líder da tribo "Jiuli", foi pego e morto por Huang Di. O resto da tribo "Jiuli" recuou para o meio e baixo do rio Yangtze e formou a tribo "Sanmiao", com o país Sanmiao estabelecido. Há quatro mil anos, a tribo Huaxia do Norte liderada por Yao, Shun e Yu lutaram com "Sanmiao" por quase mil anos. No final, Xiayu derrotou o país "Sanmiao". Depois de derrotados, uma parte do "Sanmiao" foi banida para "Sanwei" (a fronteira das províncias atuais de Shanxi e Gansu). Então, eles foram forçados a migrar para o sudeste. Depois de um longo período de migração, eles entraram no norte de Sichuan, a nordeste de Yunnan e a noroeste de Guizhou. Mais tarde, as presentes línguas Hmongic (MIao) Ocidentais foram desenvolvidas. Os descendentes de "Sanmiao", que estavam no meio e baixo do rio Yangtze e da Área das Planícies Centrais, em parte se fundiram com a tribo Huaxia, e outra parte se desenvolveu para o que se chamava "Nanman" durante as Dinastias Shang e Zhou. A parte que vivia no meio dos rios Han (Shaanxi e Hubei) era chamada de "bárbaros jingchu". Mais tarde, a parte avançada dos "bárbaros Jingchu" gradualmente se desenvolveu para a tribo Chu. A parte menos avançada continuou a imigrar para a região montanhosa adjacente das províncias Guizhou, Hunan, Guangxi, Sichuan, Hubei e Henan , desenvolvendo-se para o dos presentes Miao Oriental e Central.

## Geografia
A língua A-Mao está distribuída em Zhaotong, Kunming, Qujing na Prefeitura Autônoma de Chuxiong, no nordeste da província de Yunnan, também nos condados autônomos de Weining Yi, Hui e Miao, condados Hezhang, Liupanshui, Ziyun Miao e condados autônomos de Buyei e Buy oeste da Província de Guizhou. Existem 300 mil falantes nativos. O dialeto representativo Shimenkan (石门坎) _e falado em Weining Yi, Hui, Miao Weining (威宁县).

## Fonologia

### Consoantes
|                     |                     | Labial   | Alveolar | Alveolar | Retroflexa | Post-alveolar | Velar    | Uvular    | Glotal |
| ------------------- | ------------------- | -------- | -------- | -------- | ---------- | ------------- | -------- | --------- | ------ |
| Plosiva             | Lênis, Não aspirada | b /p/    | d /t/    | dl /tˡ/  | dr /ʈ/     |               | g /k/    | gh /q/    |        |
| Plosiva             | Lênis, Aspirada     | p /pʰ/   | t /tʰ/   | tl /tˡʰ/ | tr /ʈʰ/    |               | k /kʰ/   | kh /qʰ/   |        |
| Plosiva             | Fortis              | b /b/    | d /d/    | dl /dˡ/  | dr /ɖ/     |               | g /g/    | gh /ɢ/    |        |
| Nasalizada Plosiva  | Lênis, Fortis       | nb /mp/  | nd /nt/  |          | ndr /ɳʈ/   |               | ng /ŋk/  | ngh /ɴq/  |        |
| Nasalizada Plosiva  | Lênis, Aspirada     | np /mpʰ/ | nt /ntʰ/ |          | ntr /ɳʈʰ/  |               | nk /ŋkʰ/ | nkh /ɴqʰ/ |        |
| Nasalizada Plosiva  | Fortis              | nb /mb/  | nd /nd/  |          | ndr /ɳɖ/   |               | ng /ŋg/  | ngh /ɴɢ/  |        |
| Africada            | Lênis, Não aspirada |          | z /ʦ/    |          | zh /ʈʂ/    | j /ʨ/         |          |           |        |
| Africada            | Lênis, Aspirada     |          | c /ʦʰ/   |          | ch /ʈʂʰ/   | q /ʨʰ/        |          |           |        |
| Africada            | Fortis              |          | z /ʣ/    |          | zh /ɖʐ/    | j /ʥ/         |          |           |        |
| Nasalizada Africada | Lênis, Não aspirada |          | nz /nʦ/  |          | nzh /ɳʈʂ/  | nj /nʨ/       |          |           |        |
| Nasalizada Africada | Lênis, Aspirada     |          | nc /nʦʰ/ |          | nch /ɳʈʂʰ/ | nq /nʨʰ/      |          |           |        |
| Nasalizada Africada | Fortis              |          | nz /nʣ/  |          | nzh /ɳɖʐ/  | nj /nʥ/       |          |           |        |
| Fricativa e Lateral | Lênis               | f /f/    | s /s/    | hl /l̥/   | sh /ʂ/     | x /ɕ/         | hx /x/   | (h /χ/)   | h /h/  |
| Fricativa e Lateral | Fortis              | v /v/    | r /z/    | l /l/    | r /ʐ/      | y /ʑ/         | hx /ɣ/   |           |        |
| Nasal               | Fortis              | m /m/    | n /n/    |          | nr /ɳ/     | ni /nʲ/       | ngg /ŋ/  |           |        |
| Nasal               | Lênis               | hm /m̥/   | hn /n̥/   |          |            | hni /n̥ʲ/      | hng /ŋ̊/  |           |        |
| Aproximante         | Fortis              | w /w/    |          |          |            |               |          |           |        |

### Vogais
|          | i /i/      |
| -------- | ---------- |
| a /ɑ/    | ia /i̯ɑ/    |
| o /o/    | io /i̯o/    |
| u /u/    | iu /i̯u/    |
| e /ə/    | i.e. /i̯e/  |
| w /ɯ/    | iw /i̯ɯ/    |
| ai /ai̯/  | iai /i̯ai̯/  |
| ao /ɑu̯/  | iao /i̯ɑu̯/  |
| ang /ɑɯ̯/ | iang /i̯ɑɯ̯/ |
| eu /œy̯/  |            |
| yu /y/   |            |

### Tons
- Com base nos 8 tons da língua A-Hmao, na região leste, as 4ª, 6ª e 8ª séries são divididas parcialmente ou completamente em duas categorias. No máximo, pode haver até 11 tons. Basicamente, os substantivos e os quantificadores fazem parte da primeira categoria, e eles são mais altos. Outras classes de palavras fazem parte da segunda categoria, e elas são mais baixas.
- A língua A-Hmao exibe extensos tons sandhi. Semelhante a outros ramos das línguas Hmongic ocidentais, o tom sandhi acontece na segunda sílaba quando a primeira sílaba de uma palavra bissílaba é tônica (tom 1 e 2)[7]

## Gramática

### Morfologia e vocabulário
Amorfologia]] dos três ramos da linguagem Hmong é basicamente a mesma. Os seguintes exemplos são de Central Miao. O A-Hmao é semelhante ao Hmong geral, uma língua nada aglutinativa, na qual a maioria morfemas são monossílabos. Como resultado, os verbos não estão abertamente flexionados. Tempo, Aspecto, Modo, Pessoa, Número e Caso gramaticais são indicados lexicamente.
Palavras monosilábicas
1)	Palavra monossilábica de um único morfema. (as palavras do único-morfema são na maior parte monossílabas na língua de Hmong).
2)	
Exemplo:
naxi         ser humano                       xed         tigre
et             árvore                                 wil            I
mongx    você                                     nenx       ele
hsangb   mil                                        wangs    dez mil
bat          cem                                      lol            vir
mongl      ir; sair
2) Palavra Multissílabas de um único morfema. (há pequena quantidade de palavra multissílabas de um único morfema na linguagem Hmong.) Principalmente, elas são bissilábicas e há muito poucas palavra de 3 ou mais sílabas.)
a. Exemplos de aliterativos:
gangt git            rápido; depressa             qut qat    coceira
hcud hxangd    náusea
b. Exemplos de rima de vogais:
Mesmo tom:
bal nial        mpçal                                        box jox            correr
bux lux         ferver                                       daib ghaib     estrela
dent ent      nuvem                                      vongs nongs  sujo
Different tones:
hsab ngas         linpar                                 hsangd dangl   por acaso
kak liax             pega (ave)
c. Exemplos não-aliterativo e rima de vogais:
ak wol           corvo                                      bil hsaid     quase; aproximadamente
ghob yenl     cadeira
d. Exemplos de sílabas reiterativas:
gid gid               lentamente                       seix seix               junto
nangl nangl      ainda                                  xangd xangd    ocasionalmente
Palavras compostas
1) Coordenadas
a. Substantivo morfema composto com substantivo morfema. Exemplos:
hveb hseid       língua                    haxub khat       relativo
nangx bit         nome                      niangx hniut     idade
b. Verb morfema composto com verb morfema. Exemplos:
cub nul             reprimenda            tid xongt             construir
khab job           lição
c. Adjective morfema composto com adjective morfema. Exemplos:
ghongl jangl    curvar                        khed hxat          pobreza
2) Modificando
a. Substantivo morfema modificando substantivo morfema. Exemplos:
det diangx        vela                           det diux            chave
eb mais             lágrimas                   gad wangx      milho
b. Adjetivo morfema modificando substantivo morfema. Exemplos:
bad yut              tio                              mais lul            tia
3) Dominante
a. Verbo morfema dominando substantivo morfema. Exemplos:
dlangd wangb     vestir-se                qet ves             descansar
b. Adjetivo ve morfema dominando substantivo morfema. Exemplos:
dad hvib              paciência                   hvent ves        polidamente frio
mais bil               proficência                  mais ves         cansado
4) Afixos
Principalmente são prefixos, e os prefixos comumente usados são ghab, diub, hangd, gid, jib, daib, bod, xuk, e assim por diante. Ghabs é o mais usado.
Ghab - significa corpo e parte humana ou animal, partes de plantas e coisas relacionadas a plantas, objetos naturais, coisas relacionadas a edifícios, utensílios e objetivos. Exemplo:
ghab jid               corpo                         ghab naix       ouvido
ghab ghaib         raiz                             ghab nex         folha
ghab qangb       sala de estar              ghab sot          chutar
ghab dliux           alma                           ghabnangs     destino
Diub- significa local. Exemplo:
diub senx        provincial capital             dioub ghaib      on the street
diub zaid        at home
c. Hangd-/khangd- significa aspecto e direções. Exemplos:
hangd nongx hangd nangl       specto de comer e usar
hangd nongd       aqui                             hangd momgx     lá
hangd deis            onde
d. Gid- significa também aspecto e direção. Exemplos:
gid waix            acima                             gid dab              abaixo
gid gux               por fora                         gid niangs         por dentro
e. Jib- significa pessoa. Exemplo:
jib daib              filho, criança                   jib hlangb          neto
jib bad                homem
f. Daib- significa pessoa e parentesco. Exemplos:
daib pik           menina                                     daib jangs       homem, menino, marido
daib nenl         tio
g. Bod- significa objetos redondos. Exemplos:
bod vib           pedra                               bod ghof jus      joelho
bod liul            fist
h. Xuk- significa quantidade incerta. Exemplo:
xuk laix          um monte de

### Sintaxe
A sintaxe das linguagens Hmong, independentemente do tipo de parte da fala ou frase e a divisão dos constituintes dos tipos de sentença, são basicamente as mesmas. A ordem das palavras básicas de Hmong é SVO. Dentro da frase nominal, os possuidores precedem os substantivo possuídos, e os adjetivos e as cláusulas relativas seguem os substantivos que eles modificam. Frases nominais têm a forma como (possessivo) + (quantificador) + (classificador) + substantivo + (adjetivo) + (demonstrativo). Tal como em chinês, a formação de perguntas não envolve mudanças na ordem das palavras. Para as perguntas, a palavra não ocupa uma posição inicial de sentença em Hmong como em muitas outras línguas. (por exemplo, a frase inglesa 'O que você está fazendo?' em Hmong)

## Escrita
A-Hmao é um grupo étnico sem seu próprio sistema de escrita. Até o início do século XX, o missionário Sam Pollard inventou a escrita Pollard, que se baseava nos símbolos decorativos de suas roupas, Durante o tempo sem sistema de escrita, a maneira como as pessoas de A-Hmao gravaram sua história, passando suas antigas canções, o que fizeram. Essas imagens tornaram-se a memória histórica de sua construção nacional.